# Bona av Savojen
Bona av Savojen, född 1449, död 1503, var en hertiginna av Milano, gift med Milanos hertig Gian Galeazzo Sforza. Hon var Milanos regent från 1476 till 1481 i egenskap av förmyndare för sin son Gian Galeazzo Sforza.

## Biografi

### Tidigt liv
Efter hennes mors död 1462, då hon var tretton år gammal, levde Bona hos sin syster, Frankrikes drottning Charlotte av Savojen. 
Bona föreslogs 1464 för äktenskap med kung Edvard IV av England, men planerna realiserades inte. 
Hennes äktenskap arrangerades som en allians mellan Milano och Frankrike. Vigseln ägde rum 1468. Vid bröllopet uppträdde den berömda Anna Inglese. Paret fick fem barn. 

### Regentskap
År 1476 mördades hennes man, och hon blev regent för deras son sedan hon lyckats utmanövrera sin makes bror Ludovico Maria Sforza. Hon ignorerade makens chefsminister Cicco Simonetta till förmån för sin älskare Antoni Tassino.  
År 1479 försonades hon med sin före detta svåger Ludovico Maria Sforza och kunde med hans hjälp få Cicco Simonetta avrättad. När Ludovico Maria Sforza 1480 kidnappade hennes son och tvingade honom att avsätta sin mor och utnämna sin farbror till sin regent och därmed förmyndare, tvingades hon 1481 avgå från sin post och lämna Milano.

### Senare liv
Hennes svåger regenten förvisade henne från hovet i Milano men hindrade henne från att lämna hertigdömet, och hon levde sedan länge isolerad på landet. År 1495 fick hon tillstånd att bosätta sig i Frankrike. Hon trivdes dock illa i Frankrike, där hennes syster sedan länge var avliden. Hon avreste år 1500 till Savojen, där hertig Philibert II, hennes brorson, gav henne en egendom i Fossano i april 1500. Bona stannade där till sin död, och begravdes i kyrkan San Giuliano nära Savigliano utan en officiell ceremoni.

## Eftermäle
Bona av Savojen beställde boken Timmarnas Bok (1490) av Giovan Pietro Birago, som anses vara ett av renässansens främsta verk. 

## Galleri

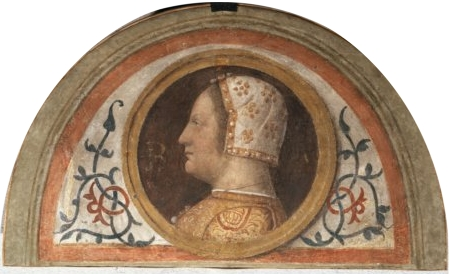
Bernardino Luini 021